# سیارک ۷۹۰۰
سیارک ۷۹۰۰ (به انگلیسی: 7900 Portule، نامگذاری:1996CV8) هفت هزار و نهصدمین سیارک کشف شده‌است که در ۱۴ فوریه ۱۹۹۶ کشف شد.
قدر مطلق سیارک برابر ۱۳٫۹۰ است.